# Líšnice (Olomouc)
Líšnice é uma comuna checa localizada na região de Olomouc, distrito de Šumperk.